# Michel Ries
Pour les articles homonymes, voir Ries.
Michel Ries, né le 11 mars 1998 à Luxembourg, est un coureur cycliste luxembourgeois, membre de l'équipe Arkéa-B&B Hotels.

## Biographie
Michel Ries naît le 11 mars 1998. 
En 2014, il est sacré champion du Luxembourg sur route chez les débutants (moins de 17 ans). 
Parmi les juniors (moins de 19 ans), il connait ses premières sélections en équipe dès sa première saison en 2015. En 2016, il devient sa catégorie en devenant triple champion du Luxembourg juniors : sur route, en contre-la-montre et en cyclo-cross. La même année, il se révèle dans des courses internationales en terminant notamment troisième de la Ronde des vallées, cinquième du Grand Prix Général Patton ou encore neuvième et meilleur grimpeur du Trofeo Karlsberg. Il participe également aux championnats d'Europe, terminant 14e du contre-la-montre et 23e de la course en ligne, et aux championnats du monde, où il se classe 17e du contre-la-montre et 92e de la course en ligne.
En 2018, il rejoint la équipe continentale espagnole Polartec-Kometa, qui fait alors office d'équipe réserve pour la Trek-Segafredo. Sa 19e place sur le Tour de l'Avenir l'année précédente a notamment tapé dans l’œil de l'ancien coureur Ivan Basso, manager de l'équipe. Bon grimpeur, il termine neuvième du Tour d'Italie espoirs, onzième du Tour de l'Ain et dix-huitième du Tour du Haut-Var. Lors du Tour de l’Avenir, il se classe deuxième d'une étape de montagne après une offensive avec le leader Tadej Pogačar. Deuxième du général à la veille de l'arrivée,, il est cependant victime d'une défaillance le lendemain et termine finalement dixième au classement final. Au cours de cette même période, il effectue un stage chez Trek-Segafredo, avec laquelle il participe au Tour de l'Utah, au service de son leader Peter Stetina. 
En 2020, il se classe neuvième du championnat du Luxembourg du contre-la-montre remporté par Bob Jungels.

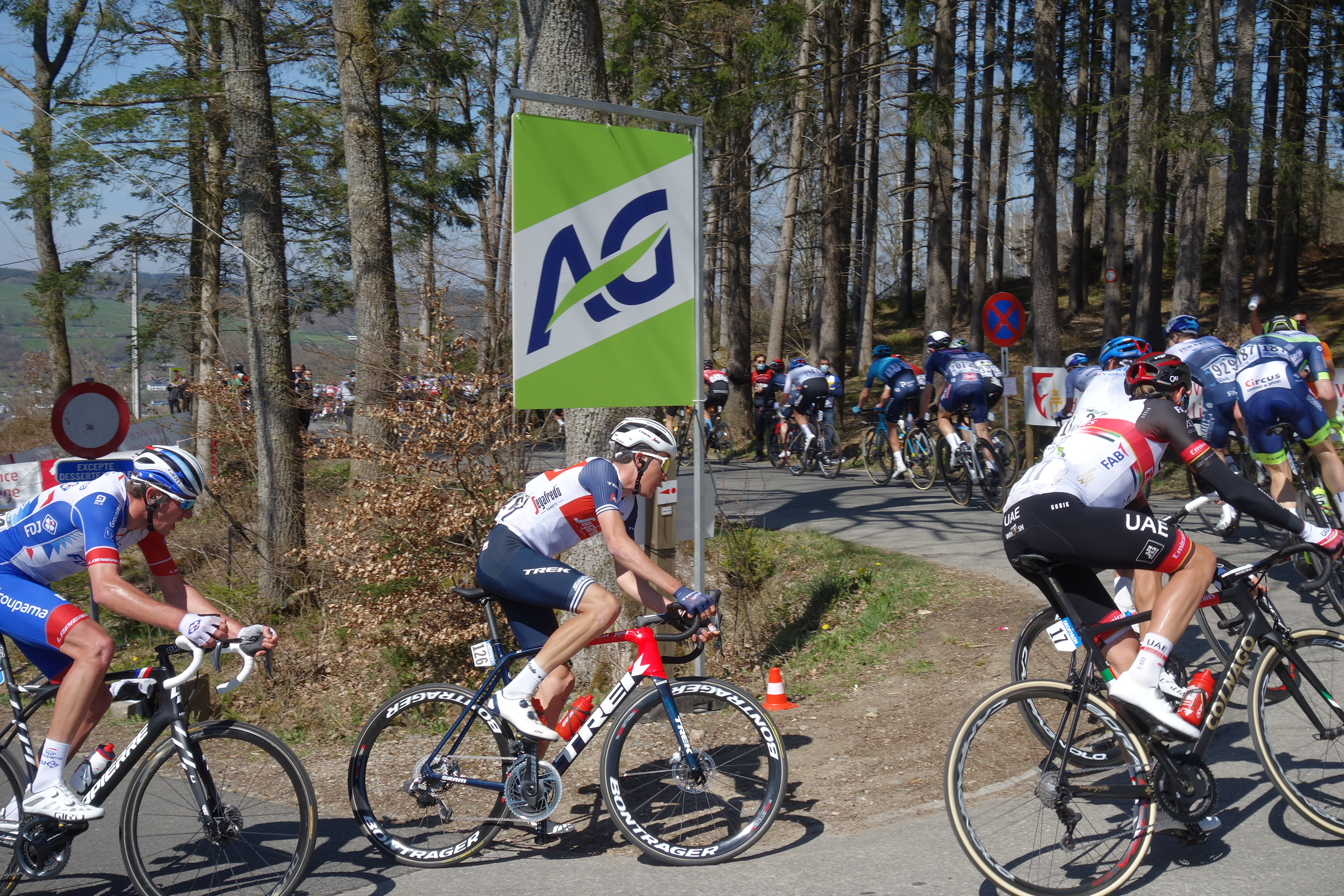
Ries à Liège-Bastogne-Liège 2021.
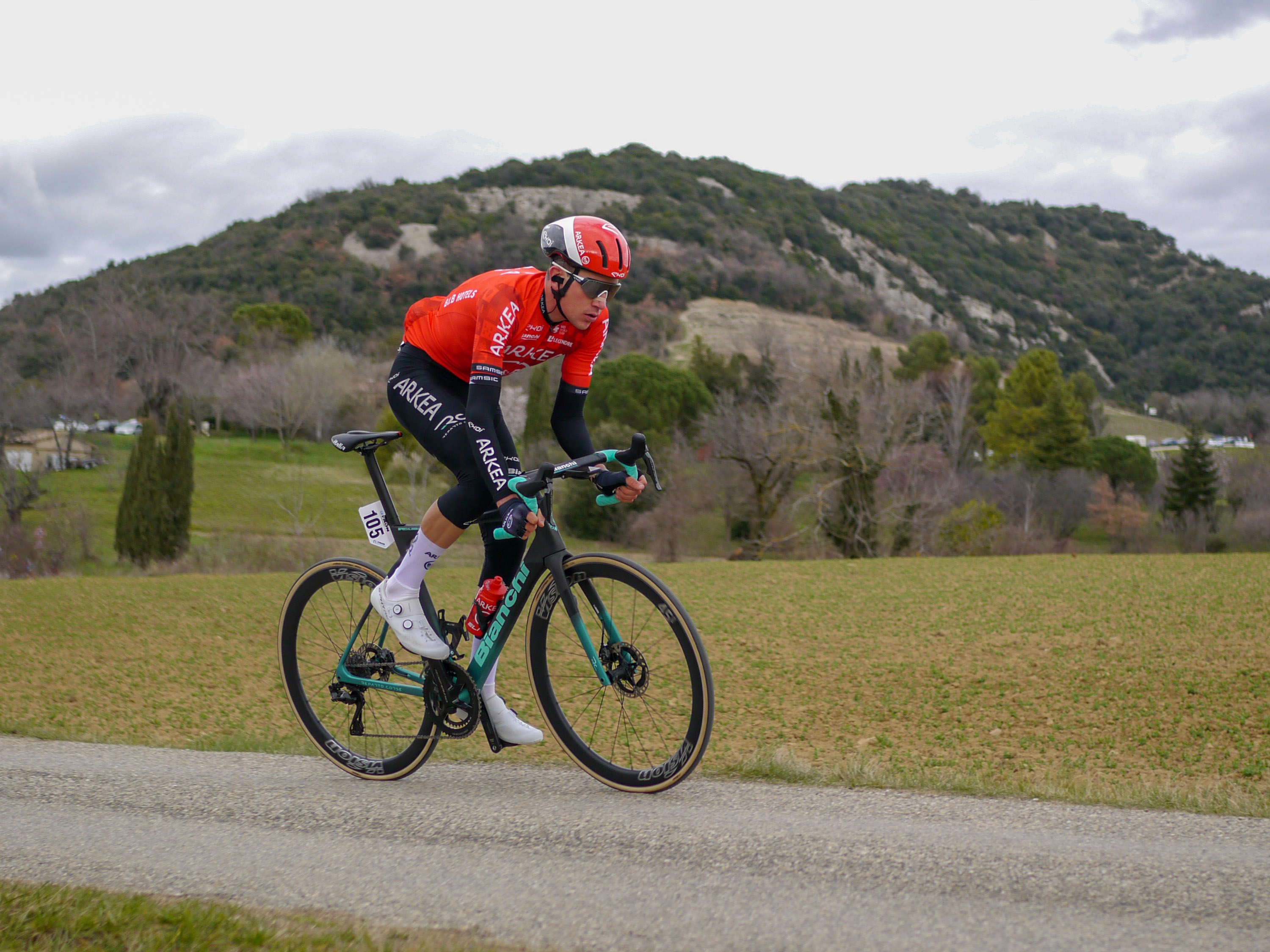
Ries a l'Ardèche Classic 2024.

## Palmarès sur route

### Par année
| - 2014 - Champion du Luxembourg sur route débutants - 2e du championnat du Luxembourg du contre-la-montre débutants - 2015 - 2e du Grand Prix François-Faber - 2e du championnat du Luxembourg du contre-la-montre juniors - 2016 - Champion du Luxembourg sur route juniors - Champion du Luxembourg du contre-la-montre juniors - 2e du Grand Prix François-Faber - 3e de la Ronde des vallées - 2017 - 2e du championnat du Luxembourg du contre-la-montre espoirs | - 2018 - 3e du championnat du Luxembourg du contre-la-montre espoirs - 2019 - 3e étape du Tour de la Vallée d'Aoste - 2020 - Champion du Luxembourg du contre-la-montre espoirs - 2021 - 2e du championnat du Luxembourg du contre-la-montre - 2023 - 2e du championnat du Luxembourg sur route |  |

### Résultats sur les grands tours

#### Tour d'Italie
3 participations
- 2023 : 86e
- 2024 : 25e
- 2025 : non-partant (7e étape)

#### Tour d'Espagne
3 participations
- 2020 : 60e
- 2023 : 66e
- 2024 : abandon (13e étape)

### Classements mondiaux
| Année                                 | 2017  | 2018  | 2019 | 2020 | 2021 | 2022 | 2023 |
| ------------------------------------- | ----- | ----- | ---- | ---- | ---- | ---- | ---- |
| Classement mondial                    | 2218e | 1246e | 911e | 731e | 652e | 572e | 636e |
| UCI Europe Tour                       | 1454e | 809e  | 662e | 586e | 521e | 447e | nc   |
| UCI America Tour                      | nc    | 359e  |      |      |      |      |      |
|                                       |       |       |      |      |      |      |      |
| Légende : nc = non classéSource : UCI |       |       |      |      |      |      |      |

## Palmarès en cyclo-cross
| - 2014-2015 - 2e du championnat du Luxembourg de cyclo-cross juniors | - 2015-2016 - Champion du Luxembourg de cyclo-cross juniors |